# Drážní objekt (Rozsochy)
Drážní objekt v Rozsochách je památkově chráněná vedlejší budova někdejší železniční stanice Rozsochy na trati Žďár nad Sázavou – Tišnov.

## Historie
Budova byla stavěna podle normalizované dokumentace rakouských státních úřadů (tzv. Normalplan), která byl schválena ve Vídni 22. prosince 1902. Stavba pak vznikla v letech 1903–04.
V roce 2020 byla budova prohlášena kulturní památkou.

## Architektura
Jedná se o vedlejší objekt (tzv. Nebengebäude), který je součástí areálu železniční zastávky (dříve stanice) Rozsochy. Ten tvoří výpravní budova, hospodářská budova a tento vedlejší objekt. Byl navržen jako víceúčelové stavba s veřejnými toaletami, lampárnou, prádelnou a skladem. Stavba je zděný domek na obdélníkovém půdorysu se sedlovou střechou s pálenou taškou. Na fasádách ve světle pomerančové barvě jsou nápadné bílé šambrány kolem oken a dveří, vystupující nároží a podstřešní římsa. V severním štítovém průčelí, orientovaném směrem ke kolejišti, jsou umístěny vstupy na dámské a pánské toalety. Ve východní fasádě jsou dvě okna a vstup do prádelny, podobně je navržena západní fasáda, pouze vstup vede do lampárny se skladem. V jižním průčelí je v bedněném štítě vstup na půdu.
V interiéru se zachovaly původní kabiny dámských a pánských suchých záchodů, vybudované z masivního dřeva, včetně dvou původních dřevěných poklopů. Zachovaly se i dvoje původní dveře s vitráží. Kromě vybourané příčky mezi lampárnou a skladem se vnitřní dispozice budovy dochovala zcela v původní podobě.